# Седльце (Свентокшиське воєводство)
Седльце (пол. Siedlce) — село в Польщі, у гміні Хенцини Келецького повіту Свентокшиського воєводства.
Населення — 746 осіб (2011).
У 1975-1998 роках село належало до Келецького воєводства.

## Демографія
Демографічна структура на день 31 березня 2011 року:
|          | Загалом | Допрацездатний вік | Працездатний вік | Постпрацездатний вік |
| -------- | ------- | ------------------ | ---------------- | -------------------- |
| Чоловіки | 368     | 66                 | 269              | 33                   |
| Жінки    | 378     | 58                 | 233              | 87                   |
| Разом    | 746     | 124                | 502              | 120                  |